# Gabriello Ferrantini
Gabriello Ferrantini znany także jako Gabriel degli Occhiali – włoski malarz barokowy aktywny w Bolonii pod koniec XVI i na początku XVII wieku. Znany z fresków przedstawiających postaci świętych.
Był uczniem Denisa Calvaerta i Francesca Gessi. Jego uczniami byli m.in. Agostino Mitelli i Matteo Borboni.